# Кірічешть
Кірічешть, Кірічешті (рум. Chiricești) — село у повіті Вилча в Румунії. Входить до складу комуни Ледешть.
Село розташоване на відстані 168 км на захід від Бухареста, 36 км на південний захід від Римніку-Вилчі, 63 км на північ від Крайови, 149 км на південний захід від Брашова.

## Населення
За даними перепису населення 2002 року у селі проживала 321 особа, усі — румуни. Усі жителі села рідною мовою назвали румунську.